# Sinj
Sinj je grad u Hrvatskoj u sastavu Splitsko-dalmatinske županije. Središte je Sinjske i Cetinske krajine. Pri popisu 2021. godine upravno područje grada imalo je 23 452, a sam grad 10 771 stanovnika.
Sinj je u Hrvatskoj i šire poznat po Sinjskoj alki, viteškoj igri koja se u Sinju održava od početka 18. stoljeća u znak pobjede nad osmanlijskim osvajačima, i svetištu Gospe Sinjske. Urbano središte Sinja zaštićeno je kulturno dobro.

## Zemljopis

### Položaj
Leži na sjeverozapadnom rubu Sinjskoga polja. Nalazi se na 320 m nadmorske visine. Rijeka Cetina obilazi ga s istočne i sjeverne strane. 15 km sjeverno od Sinja nalazi se planina Dinara (1831 m). Kamešnica se nalazi 10 km sjeveroistočno, preko Cetine. Svilaja se nalazi 8 km zapadno, preko brda Plišivice (986 m). Na jugozapadu se nalazi brdo Visoka (890 m). Dalje prema jugu, od Jadrana ga razdvaja planina Mosor (1339 m).

### Klima
Sinj ima submediteransku klimu, s ukupnom godišnjom količinom padalina od oko 1300 mm. Zime su vlažne i svježe, posebno jutra, tada se temperatura zna spustiti i ispod –10 °C. Ljeta su vruća i suha, a temperatura zna biti i iznad +40 °C. Dijelom i zbog toga što se nalazi u kotlini, Sinj je zimi jedan od hladnijih, ljeti jedan od najtoplijih dalmatinskih gradova.

## Povijest

### Prapovijest
Nekoliko nalaza kamenog oružja i oruđa svjedoči o naseljenosti područja Cetinske krajine oko Sinja još u mezolitiku. Tragovi kasnijih naseobina iz neolitika nalaze se u brojnim pećinama, zemunicama i sojenicama. Oko 1000 godina pr. n. e. prostor naseljava ilirsko pleme Delmati. Oni se šire prostorom između Krke i Cetine, gdje se sukobljavaju s Rimljanima u razdoblju ratova od 156. god. pr. n. e. do 9. god. n.e. koje završava potpunim porazom Delmata pod vodstvom Batona.

### Antika
U antičko su doba su u blizini Sinja bila dva važna lokaliteta: rimski grad Colonia Claudia Aequum kod sadašnjeg sela Čitluka i Tilurium, gdje je sada Gardun kod Trilja. 
Aequum je vjerojatno osnovao car August kao oppidum civium Romanorum. Među raznim spomenicima tu su otkriveni glasoviti kip Hekate (Dijane) i Heraklova glava, koji se čuvaju u arheološkoj zbirci franjevačkoga samostana. Zanimljivo je da se u tome gradu rodio rimski vojskovođa Sekst Minucije Faustin (Sekst Julije Sever), koji je ugušio ustanak Židova i 135. godine razorio Jeruzalem. 
U razdoblju mira (Pax Romana) Rimljani područjem grade ceste i na ilirskim temeljima utvrđuju Osinium (Sinj), a na najjužnijem rubu Sinjskoga polja Tilurium, podižu most na Cetini (Pons Tilurii) i brojne ville rustice. Tilurij je neko vrijeme bio sjedište rimske VII. legije, a potom pomoćnih postrojba.
Od pada Zapadnog Rimskog Carstva 476. Cetinskom krajinom vlada Bizant.

### Doseljavanje Hrvata
Nije poznato kad su se Hrvati točno doselili u Cetinsku krajinu, ali bizantski car Konstantin VII. Porfirogenet iz 10. stoljeća u poznatome djelu De administrando imperio (O upravljanju carstvom) među hrvatskim upravnim jedinicama navodi i Cetinsku županiju. 
Ispod stare se tvrđave vremenom razvilo naselje koje se u spomenicima spominje i kao Cetina, po obližnjoj rijeci, ali se poslije na nj potpuno prenijelo ime staroga grada, Sinja, kako je ostalo do danas. Izumrćem dinastije Trpimirovića zemlja se 1102. udružuje s Ugarskom pod Arpadovićima, no Cetinom gotovo samostalno vlada obitelj Domald, a od konca 13. stoljeća u rukama je moćnih bribirskih knezova Šubića, dok sredinom 14. stoljeća potpada pod vlast Nelipića. Sredinom 15. stoljeća vladaju Talovci, a poslije njih nesloga, sukobi i na kraju Turci.

### Osmanska vlast
Godine 1513.,[nedostaje izvor] kako se čini, Sinj konačno osvajaju Turci. S vremenom je izgubio nekadašnju važnost te se pretvorio u gradić na putu koji je iz Bosne vodio na more. Hrvatsko je stanovništvo dijelom izbjeglo, dio je ostao, a djelić se islamizirao. Tvrđava i podgrađe imaju stotinjak kuća i tisućinjak stanovnika.
Povratkom vlasti Mletačke Republike 1648. godine na Klis, Sinj zadobiva staru važnost jer stječe ulogu posljednje turske predstraže prema mletačkim posjedima. Nakon nekoliko neuspjelih pokušaja oslobađanja od turske vlasti, napokon 25. rujna 1686. novi providur Girolamo Cornaro s oko 7000[nedostaje izvor] boraca zauzima sinjsku tvrđavu.

### Mletačka vlast i bitka pod Sinjem
Zbog loših uvjeta i stalnog turskog zuluma za vrijeme njihove vlasti osulo se domicilno stanovništvo pa mletačke vlasti nastoje primamiti stanovništvo iz zapadne Bosne, što im i uspijeva. Najmasovnija je bila seoba 1687. godine pod vodstvom franjevaca iz samostana Rame. U kolovozu 1715. godine Turci pokušavaju ponovno zavladati Sinjem te ga drže pod dugotrajnom opsadom. O događajima iz tog vremena postoji svjedočanstvo u pisanom obliku na talijanskom jeziku, tzv. »Dnevnik opsade Sinja«. Prema njemu, tog kolovoza 1715. godine puk Sinja i Cetinske krajine ispisao je najslavnije stranice svoje povijesti. Nakon teške opsade, u noći između 14. i 15. kolovoza, Turci su odustali te su bijegom u Livno potražili sigurnost. Za sobom su, ponegdje se tvrdi, ostavili oko 10 000 poginulih i golem ratni plijen.[nedostaje izvor] U turskoj historiografiji opsada se Sinja ne spominje, a suvremeni istraživači odlazak Turaka pripisuju slomu logistike, manjku hrane i izbijanju dizenterije, navodeći i da je glavninu obrambenih snaga činila plaćenička mletačka vojska, a ne mjesno stanovništvo.
Od samog su početka puk Sinja i njegovi branitelji tu pobjedu pripisivali čudotvornom zagovoru Gospe Sinjske, čija je slika sve vrijeme opsade bila u tvrđavi, kamo je bila prenesena iz franjevačkog samostana podno grada da je Turci ne oskvrnu. U zahvalu na pomoći providur je Balbi s časnicima odmah skupio 80 zlatnika koje su poslali u Mletke da se skuje zlatna kruna i križ i da se okruni Gospin lik. Pri dnu krune urezao je u dva reda riječi :In perpetuum coronata triumphat-Anno MDCCXV (Zauvijek okrunjena slavi slavlje - godine 1715.). U čast veličanstvene pobjede nad Turcima, Sinjani svake godine tradicionalno održavaju viteški turnir, poznat u cijelom svijetu kao Sinjska alka.
Požarevačkim mirom iz 1718. godine cijela se Cetinska krajina s Podinarjem našla kao cjelina i konačno raskrstila s Turcima. Od tada pa sve do 1797. godine, tj. do propasti Mletačke Republike, ostaje pod mletačkom upravom. Razdoblje mletačke vlasti smatra se periodom besperspektivnosti, iako se zahvaljujući pojačanom prometu i trgovini s Bosnom grad počeo polako gospodarski razvijati. Iz stare i za život neprikladne tvrđave naselje se premješta na ravnicu ispod Kamička do Žankove glavice. Tu se grade crkva, samostan i prve stambene trgovačke kuće.

### Austrija i Napoleon
Sporazumom Napoleona i Austrije 17. listopada 1797. godine preko noći je ukinuta Mletačka Republika i njezini posjedi. Napoleon je prepustio mletačke posjede Austriji i već u srpnju iste godine stižu prve austrijske trupe u Cetinsku krajinu. Time je počela prva austrijska okupacija Dalmacije, koja će potrajati osam godina. Iznesene narodne zahtjeve da se Dalmacija združi s Hrvatskom, austrijski dvor nije htio uvažiti.[nedostaje izvor] Slijedom austrijske politike, godine 1798. uvedena je prva javna osnovna škola u Sinju.
Porazom u bitki kod Austerlitza 1805. godine, Austrija je prisiljena predati Napoleonu sve bivše mletačke posjede, pa tako i Cetinska krajina na samom početku 1806. dobiva novog gospodara. Započelo je burno i značajno razdoblje francuske vladavine koje će potrajati sedam godina. Godine 1811. francuzi uspostavljaju Općinu Sinj. Francuska uprava gdje god može ukida davanja državnih potpora te tako ukida i potporu Sinjskoj alci. Poslije Napoleonova poraza u Rusiji i kod Leipziga 1813. godine, austrijska vojska ponovo zauzima Dalmaciju pa tako i Sinj, koji postaje njezino vojno uporište. Ta će vladavina potrajati do 1918. godine. Da upozna novostečene posjede, austrijski car Franjo II. upriličuje 1818. godine svoj put po Dalmaciji. Tom prigodom posjećuje i Sinj. Sinjani koristeći prigodu održavaju Alku, koja se toliko svidjela Franji II. da joj je odredio stalnu godišnju pomoć.
Unatoč germanizaciji, austrijskim birokratima i autonomaštvu Sinj je za Austrije jako uznapredovao. Godine 1854. u Sinju je otvorena prva javna gimnazija u Dalmaciji s hrvatskim kao nastavnim jezikom. Utemeljila ju je splitska Franjevačka provincija Presvetog Otkupitelja. Franjevačka gimnazija je dobila ime Javno više hervatsko gimnazije u Sinju pod upravom oo. franjevaca Presvetog Otkupitelja. Danas ta gimnazija održava nastavu za klasični i jezični gimnazijski smjer. Zbog povoljnog strateškog položaja Sinj postaje značajno vojno središte u Dalmaciji. Mostovi preko Cetine izgrađeni su od 1849. do 1851. godine. Kotarskim središtem Sinj je proglašen 1868. Godine 1878. postavljena je kanalizacija, a do kraja stoljeća grad grad dobiva sadašnji urbanistički oblik. Godine 1891. otvorena je režija duhana. S gospodarskim jačanjem grada, koje se zasniva na trgovini s bližom i daljom okolicom, grad se nakon dugih priprema povezuje željeznicom sa Splitom.  Godine 1898. grad pogađa veliki potres, koji nanosi značajnu štetu. Godine 1905. imućniji Sinjani osnovali su demokratski nastrojen Hrvatski sokol, sa sekcijom za limenu glazbu. Godine 1912. grad dobiva vodovod s pitkom vodom s izvora Kosinac. Prvi svjetski rat počinje 1914. i uzima znatne žrtve u Cetinskoj krajini.

### Sinj u Kraljevini SHS
Porazom Austrije u ratu stvara se nova državna zajednica 1918. godine, Kraljevina SHS. Nova država pod prevlašću dinastije Karađorđevića nije ni izdaleka ispunila narodna očekivanja. Kada je 1928. godine izvršen atentat na Stjepana Radića u Narodnoj skupštini u Beogradu, u Sinju je odgođeno trčanje Alke. Alkari su s momcima pošli na sprovod ubijenoga predsjednika HSS-a u Zagreb. U razdoblju između dva rata u samoj varoši Sinju razvija se vrlo živ i bogat kulturni život. Osnivaju se dvije amaterske kazališne skupine, pjevački zborovi s većim brojem članova, postoje dvije limene glazbe koje su se natjecale pa bi Sokolska glazba svirala s demokratske, a Kongregacijska s fratarske strane sinjske pijace,  te filharmonijski orkestar; kroz klasičnu i realnu gimnaziju (od 1921.) odgaja se velik broj domaćih intelektualaca. Tih je godina elektrificirano središte grada. Zbog ljubavi za konjički sport i radi poticanja razvoja konjogojstva u Cetinskoj se krajini organiziraju svake godine konjičke utrke. Aerodrom u Sinjskom polju od 1931. do izgradnje onoga u Kaštelima služi i kao splitska zračna luka, s jedinom linijom Sinj – Sušak – Zagreb.

### Drugi svjetski rat
Veći dio Drugoga svjetskog rata grad Sinj i obližnja naselja su proveli pod vlašću vojnih snaga Nezavisne Države Hrvatske, što ustaša i domobrana, što talijanske i njemačke vojske. To je za posljedicu imalo širenje ideje o NOB-u, a onda i čestim odmazdama režima NDH prema stanovništvu grada i okolice.
U NOB-u je tijekom Drugoga svjetskog rata sudjelovalo 509 boraca iz grada Sinja. Sa šireg područja, u borbama je poginulo 1338 sudionika NOB-a, od čega 143 u bitki na Sutjesci. Od lokalnog stanovništva okupatori su za vrijeme Drugog svjetskog rata ubili 1888 stanovnika, i u 59 sela Cetinske krajine zapalili 2933 kuće. Borba Sinjana iz NOB je iznjedrila nekoliko stotina časnika od čega šest zapovjednika brigada, te osam Narodnih heroja Jugoslavije: Tadiju Anušića, Božu Bilića (Civljane), Peku Bogdana, Đuru Đapića Đuketu, Matu Golema (Bisko), Ivana Guvu (Čaporice), Antu Jonića (Bisko) i Marka Milanovića (Dicmo-Prisoje). U poznatoj bitki na Neretvi, devetnaestogodišnji Sinjanin Bruno Vuletić zapovijedao je 3. bataljonom 2. dalmatinske brigade čija je Grom-desetina prva prešla srušeni most i napala četničke položaje. 
Grad su 25. listopada 1944. oslobodile snage XX. divizije NOV-a.
U koncentracijskim logorima završilo je tijekom rata 479 stanovnika sinjskog kraja, od kojih se većina nije nikada vratila kućama. U Jasenovcu je, pred sam završetak Drugoga svjetskog rata, u jutro 22. travnja 1945. godine, Sinjanin Ante Bakotić povikom "Naprijed drugovi" poveo muške zatočenike u proboj jurišem. Prilikom dogovora o početku proboja najistaknutiju ulogu imao je upravo Ante Bakotić, tajnik logorske Partijske organizacije Logora 3 Ciglana u Jasenovcu. Većina od tadašnjih 1073 zatočenika, pa ni Bakotić, nije preživjela proboj.

### U socijalističkoj Hrvatskoj
Razdoblje nakon Drugoga svjetskog rata obilježavaju obnova, opismenjavanje, emancipacija i ubrzan industrijski razvoj. Osnivaju se Tvornica konca Dalmatinka (1951.), Poljoprivredni kombinat Trnovača, Tvornica Cetinka, Drvoprerađivačko poduzeće Naprijed, Autoprijevoz - poduzeće za teretni i autobusni promet, nastavlja poslovati sada nacionalizirana Ciglana ranog poduzetnika Ivana Banića, grade se hidroelektrane Peruća (1960.), Orlovac (1972.) i Đale (1989. godine). Osniva se sveobuhvatna zdravstvena zaštita, gradi se dom zdravlja s rodilištem. Osnivaju se brojni sportski, umjetnički i tehnički klubovi (radioamateri, aviomodelari...), gradska izviđačka organizacija, a 1959. godine vrata otvara i glazbena škola s nastavom solfeggia, glasovira, violine i puhačkih instrumenata.
Grad se ubrzano širi planskom gradnjom, započetom zgradama za radnike Dalmatinke u Novom naselju na sjeveru grada. Gradski bazen olimpijskih dimenzija gradi se usporedno s tvornicom Dalmatinka. Grade se Osnovna škola Sinjski skojevci u Novom naselju (1977.), velika sportska dvorana, hotel, hipodrom za VIII. Mediteranske igre (1979.) te veliki srednjoškolski centar. Jača prometna povezanost gradnjom državne ceste Split-Zagreb (1963. godine), ali se ukida uskotračna željeznica Sinjska rera koja je do 1962. grad povezivala sa Splitom.

### U neovisnoj Hrvatskoj
Od polovice 1991. godine velik dio Općine Sinj okupiran je, a Sinj je na topničkom dometu s položaja pobunjenih Srba udaljenih oko 6 km; na grad je ispaljeno oko 3000 granata. S ostatkom Dalmacije bio je odsječen od matice prometno i energetski.

## Stanovništvo

### Popis 2011.
Po popisu stanovništva 2011. godine grad Sinj ima 24.826 stanovnika. Po narodnosti 98,9% stanovnika grada Sinja su Hrvati, a 96,3% po vjerskom opredjeljenju su katolici.

### Popis 1991.
Narodnosni sastav stanovništva prijeratne općine Sinj:
| godina popisa | ukupno | Hrvati | Srbi  | ostali |
| ------------- | ------ | ------ | ----- | ------ |
| 1991.         | 60.210 | 55.789 | 2.785 | 1.636  |
| 1981.         | 59.298 | 53.125 | 2.758 | 3.415  |
| 1971.         | 56.933 | 52.648 | 3.566 | 719    |

Narodnosni sastav stanovništva naseljenog mjesta (grada) Sinja:
| godina popisa | ukupno | Hrvati | Srbi | ostali |
| ------------- | ------ | ------ | ---- | ------ |
| 1991.         | 11.378 | 10.429 | 251  | 698    |
| 1981.         | 8.711  | 7.647  | 196  | 868    |
| 1971.         | 6.563  | 6.093  | 261  | 209    |

Po novom ustroju općina u RH općina Sinj se drastično smanjila, jer su iz njenog sastava proizašle druge općine: Vrlika, Hrvace, Otok, Dicmo i Trilj.
| broj stanovnika | 7600  | 8256  | 9025  | 10089 | 11543 | 13205 | 13770 | 14829 | 15526 | 16864 | 18687 | 20598 | 23849 | 25985 | 25373 | 24826 | 23452 |
|                 | 1857. | 1869. | 1880. | 1890. | 1900. | 1910. | 1921. | 1931. | 1948. | 1953. | 1961. | 1971. | 1981. | 1991. | 2001. | 2011. | 2021. |

| broj stanovnika | 2058  | 2243  | 2649  | 2831  | 3224  | 3608  | 3633  | 3720  | 3683  | 4444  | 5487  | 6931  | 9177  | 11378 | 11468 | 11478 | 10771 |
|                 | 1857. | 1869. | 1880. | 1890. | 1900. | 1910. | 1921. | 1931. | 1948. | 1953. | 1961. | 1971. | 1981. | 1991. | 2001. | 2011. | 2021. |

## Gospodarstvo
U modernoj Hrvatskoj Sinj je gospodarski nazadovao. Industrija iz socijalističkog perioda je ili propala ili uništena ratom i tajkunskom privatizacijom u ratu. Većinu gospodarstva čine uslužne djelatnosti. Grad potiče razvoj poljoprivrede, prometa i turizma, a kroz gospodarsku zonu Kukuzovac i industrije, zasad s ograničenim uspjehom. U gradu djeluje nekoliko manjih hotela koji ponudu temelje na gastronomskim i povijesnim osobitostima kraja te sve češće ugošćuju turiste iz dalekoistočnih zemalja na proputovanju Hrvatskom.
Godine 2004. osnovana je alkarska ergela, koja se bavi uzgojem konja, poglavito za potrebe održavanja Sinjske alke. 

## Spomenici i znamenitosti
Sinjska alka, viteška igra, sada na UNESCO-ovoj listi nematerijalne svjetske baštine. Trči se svake godine u prvoj nedjelji mjeseca kolovoza u Sinju. Sudionik alke (alkar) mora na konju u punom galopu kopljem pogoditi središte malog željeznog kruga koji se zove alka, a koji se nalazi 3 m iznad tla. Alkari i alkarski momci mogu biti samo punoljetni muškarci rođeni u Cetinskoj krajini. Danas alka privlači veliki broj turista i veliku medijsku pozornost. Spomenik alkaru integriran je u službenu ceremoniju alkarskih svečanosti. Svaki alkar, prije izlaska na trkalište, tradicionalno obiđe spomenik u ritualu koji prethodi početku galopa.
Crkva Čudotvorne Gospe Sinjske, u kojoj se nalazi zlatom i srebrom okrunjena slika Majke Božje.
Stari grad, srednjovjekovna utvrda na brdu iznad Sinja, sa zavjetnom crkvom na vrhu i četrnaest postaja Križnog puta.
Kamičak, brežuljak u središtu grada s obrambenim zidovima i tornjem sa satom.
Nadgrobna stela Gaja Laberija, koja predstavlja dječaka iz rimskoga doba koji se igra loptom. Smatra se da je iz 1.stoljeća. Reljef se nalazi ugrađen u kuću u Vrličkoj ulici u Sinju, ali nije iz grada Sinja već je donesen iz okolice Trilja.
Drvored kestena u ulici koja je alkarsko trkalište u spomen na novake poslane na ratište u početku Prvog svjetskog rata. Za svakog novaka posađeno je po jedno stablo.
Sinjski arambaši, tradicijsko jelo od sjeckanog  mesa i kiselog kupusa, čiji je način pripreme zaštićeno nematerijalno kulturno dobro Hrvatske.
- Alkar gađa u metu
- Gospa Sinjska
- Stari Grad
- Stela Gaja Laberija
- Sinjski arambaši

- Kuća Tripalo u Sinju (1883.)
- Kuća Tripalo u Sinju (1920.)
- Kuća Varda Stipković

## Školstvo
- Franjevačka klasična gimnazija[33] osnovana 1838. s nastavom na hrvatskom jeziku od 1856.
- Gimnazija Dinka Šimunovića[34] osnovana 1921.
- Srednja strukovna škola bana Josipa Jelačića
- Tehnička i industrijska škola Ruđera Boškovića
- Glazbena škola Jakova Gotovca[22] osnovana 1959.
- Osnovna škola Marka Marulića osnovana 1977.
- Osnovna škola Ivana Lovrića
- Osnovna škola fra. Pavla Vučkovića
- Osnovna škola Ivana Mažuranića, Obrovac Sinjski, Han

## Kultura
- Muzej Cetinske krajine[35]
- Muzej Sinjske alke[36]
- Muzej Franjevačkog samostana
- Gradska glazba Sinj je stalni sudionik Sinjske alke kao i svih važnijih događaja u Cetinskoj krajini. 2012. godine glazba je proslavila 150 godina postojanja te je jedan od najstarijih limenih orkestara u RH. Sudjelovala je na brojnim natjecanjima u zemlji i inozemstvu, te osvajala različite nagrade i priznanja.
- Gradsko kino Sinj
- Sinjsko pučko kazalište[37]
- Udruga za očuvanje baštine Cetinskoga kraja
- Klapa Sinj - pod vodstvom maestra Mojmira Čačije od 1980-ih godina proslavlja grad Sinj i klapsko pjevanje diljem svijeta i Hrvatske, osvajajući brojna domaća i međunarodna priznanja.
- Udruga Promotor kulturnih događaja Gaj Laberije bavi se afirmacijom antičkog spomenika dječaka s loptom Gaja Laberija iz 1.st.n.e. Najvažniji segment je projekt: Antička "Utakmica Delmata i Rimljana" koja ukazuje da je Sinj kolijevka nogometa. Za sve navedeno je uporište u FIFA biltenu br. 71. Arheologija i nogomet iz 1969 godine. Utakmica se odigrava svake godine zadnju nedjelju u mjesecu srpnju.
- KD Brnaze s plesnim ansamblom i mandolinskim orkerstrom.
- KUD Sinj
- KUD Glavices mandolinskim orkestrom, plesnim ansamblom i klapom
- KUU Sinjske mažoretkinje je udruga je osnovana 1997 godine; bile su europske prvakinje i treće na svijetu.
- Klape Gospi Sinjskoj, festival marijansko-duhovne klapske pjesme
- Sinjski kulturni urbani pokret (S.K.U.P.) je neprofitna udruga građana osnovana 2004. godine s ciljem poticanja i unapređenja kulture življenja mladih. Tokom godine organizira razne događaje za mlade (koncerte, projekcije filmova, književne večeri, predavanja, radionice, itd.), a van Sinja je poznata po dugogodišnjoj organizaciji festivala alternativne kulture, S.A.R.S.-a (Sinjski amaterski rock-susret).
- Beerkrieg, glazbeni sastav

## Poznati Sinjani
Književnici Mirko Božić, Marko Grčić, Ivan Lovrić, Ivan Filipović Grčić, fra Ivan Marković. Političari i revolucionari Ante Bakotić, Vice Buljan (načelnik crvene općine 1940. godine), Miko Tripalo (sudionik Hrvatskog proljeća). Umjetnici Ivica Buljan (kazališni redatelj), Mojmir Čačija (umjetnički voditelj Klape Sinj), Ivo Filipović Grčić (kipar), Siniša Labrović (konceptualni umjetnik), Nina Lovrić (slikarica), Boris Ljubičić (dizajner), Milka Podrug-Kokotović (glumica), Zlata Sesardić (operna primadona), Stipe Sikirica (kipar), Ante Župić (kipar). Povjesničari Stjepan Gunjača (arheolog), Dušan Žanko, fra Josip Olujić (paleontolog). Nogometaši Nikola Jerkan, Leo Lemešić, Vedran Runje, Goran Sablić, Ante Vukušić, Slaven Zambata. Uz njih još i Anđeo Dalla Costa (svećenik i pravnik), Šime Jurić (filolog), Ante Sesardić (pravnik), Dražen Sesardić (predsjednik Vrhovnog suda SR Hrvatske, hrv. proljećar), Mladen Delić (sportski novinar), Siniša Pavić (scenarist), Dražen Žanko (pjevač), te svećenici fra Petar Knežević (pjesnik i skladatelj), svećenici fra Rafo Kalinić (mučenik u Drugom svjetskom ratu), fra Jozo Milošević (provincijal franjevaca konventualaca), fra Josip Ante Soldo (znanstvenik), te fra Pavao Vučković (graditelj crkve i samostana, legendarni zapovjednik obrane Sinja).

## Sport
U Sinju djeluju brojni sportski klubovi, neki s desetljetnom tradicijom:
- Nogometni klub Junak osnovan 1916.god.
- Nogometni klub Glavice osnovan 1946.god.
- Nogometni klub Tekstilac osnovan 1954.god.
- Košarkaški klub Alkar osnovan 1955.god.
- Aeroklub Sinj – padobranstvo, jedrenje, modelarstvo[40]
- Boksački klub Sinj – boks
- Kickboxing klub Knez Sinj
- Stolnoteniski klub - Sinj
- Ženski rukometni klub Sinj
- Ženski odbojkaški klub Sinj
- Rukometni klub Kamičak
- Atletski klub Sinj
- Konjički klub Alkar
- Ragbi klub Sinj
- Kuglački klub Sinj
- Biciklistička udruga "Vlaji – Sinj"
- Tang soo do Sinj

U gradu se održavaju Malonogometna liga, Balotaška (boćarska) liga, te od 1982. održava se Božićno-novogodišnji malonogometni turnir 'Sinj' . Alkarski padobranski kup održava se od 1991. Sinjski polumaraton održava se od 1998.
Gradski bazen, izgrađen u vrijeme gradnje Tvornice konca Dalmatinka, olimpijskih je dimenzija. Sinjski hipodrom izgrađen je za Mediteranskih igara u Splitu 1979.

## Mediji
- Ferata, sinjski portal[42]
- HIT radio, glas Sinja i Cetinskog kraja[43]
- Sinjska rera, web-portal Sinja i Cetinskog kraja[44]

## Gradovi i općine prijatelji
Montemarciano (Italija),  Sansepolcro (Italija),  općina Prozor-Rama (BiH),  općina Barban (od 2010.),  Đakovo (od 2011.),  Šibenik,  Trogir,  Vukovar.

## Vanjske poveznice
- Službeno mrežno mjesto
- Turistička zajednica grada Sinja
- Virtualni Sinj